# Можу (река, Илья-Гранди-ди-Гурупа)
Можу (порт. Moju) — небольшая река на острове Илья-Гранди-ди-Гурупа в дельте Амазонки. Длина реки — 10 км.
Река начинается у юго-западной оконечности острова и течёт на северо-восток, а затем поворачивает на восток и юго-восток, и напротив пристани Гурупа впадает в рукав Амазонки Гурупа.

## История
Из-за выгодного положения вблизи устья Амазонки в начале XVII века на острове (который в то время назывался «Токужус») попытались обосноваться англичане и голландцы. В 1620 году их поселения были уничтожены португальцами при поддержке местных индейцев. После этого португальцами в районе устья реки Можу был построен форт Сан-Антониу-ди-Гурупа.